# Айша (латвийска певица)
Айя Андреева, известна с псевдонима си Айша (на английски: Aisha), е латвийска певица, която представи Латвия с песента „What for?“ на Евровизия 2010 в Осло.